# Dušan Bataković
Dušan Bataković, cyr. Душан Батаковић (ur. 23 kwietnia 1957 w Belgradzie, zm. 27 czerwca 2017 tamże) – serbski historyk, bałkanista i dyplomata.

## Życiorys
W 1982 ukończył studia historyczne na Wydziale Filozoficznym Uniwersytetu w Belgradzie, a w 1988 obronił pracę magisterską na tej samej uczelni. Od 1983 do 1992 pracował w Instytucie Historii macierzystego uniwersytetu. W 1997 obronił pracę doktorską pt. La France et la formation de la démocratie parlementaire en Serbie 1830-1914 na Uniwersytecie Paris IV.
W październiku 2005 objął stanowisko dyrektora Instytutu Studiów Bałkanistycznych przy Serbskiej Akademii Nauk i Sztuk, a także stanowisko redaktora naczelnego czasopisma Balcanica. W 2008 został wybrany przewodniczącym Serbskiego Komitetu AIESEE (Association Internationale d'Etudes du Sud-Est Europeen).
Pod koniec lat 90. kierował Radą Demokratycznych Przemian w Serbii działając na rzecz odsunięcia od władzy Slobodana Miloševicia. W 2001 objął stanowisko ambasadora Serbii w Grecji, które sprawował do 2005. Po zakończeniu misji dyplomatycznej został doradcą prezydenta Borisa Tadicia, a następnie ambasadorem Serbii w Kanadzie i we Francji (2009-2012). W latach 2009–2011 kierował delegacją serbską do Międzynarodowego Trybunału Sprawiedliwości w sprawie dotyczącej statusu Kosowa. Po zakończeniu misji dyplomatycznej powrócił do Instytutu Studiów Bałkanistycznych obejmując ponownie w 2013 stanowisko jego dyrektora.
Badania naukowe Batakovicia koncentrowały się na XIX i XX wiecznej historii Bałkanów, a szczególnie na stosunkach albańsko-serbskich, kwestii Kosowa i wpływie komunizmu na współczesną historię państw bałkańskich. Od 2010 był członkiem Serbskiej Akademii Nauk i Sztuk.
Od 2004 prowadził w telewizji serbskiej RTS program Czerwona Epoka (Crveno doba), podejmujący kwestię zbrodni komunistycznych w Jugosławii.

## Wybrane dzieła
- 1989: Dečansko pitanje (Kwestia Dečani), Belgrade: Historical Institute-Prosveta.
- 1989: Savremenici o Kosovu i Metohiji 1850-1912 (Współcześni o Kosowie i Metochii 1850-1912), Belgrade: Srpska književna zadruga.
- 1991: Kosovo i Metohija u srpsko-arbanaškim odnosima (Kosowo i Metochia w relacjach serbsko-albańskich), Priština: Jedinstvo.
- 1994: La Yougoslavie : nations, religions, idéologies, Lausanne: L'Age d'Homme.
- 2005: Histoire du peuple serbe, Lozanna: L’Age d’Homme.
- 2011: Minorities in the Balkans. State Policy and Inter-Ethnic Relations (1804-2004) D. T. Bataković (ed.), Belgrad, Institute for Balkan Studies, Serbian Academy of Sciences and Arts.
- 2014: The Foreign Policy of Serbia (1844-1867). Ilija Garašanin's Načertanije, Institute for Balkan Studies SASA, Belgrad.
- 2016: Srbija i Balkan. Albanija, Bugarska, Grčka 1914-1918 (Serbia i Bałkany: Albania, Bułgaria, Grecja 1914-1918), Prometej-RTS, Nowy Sad-Belgrad.
- 2016: Dešifrovanje prošlosti. Pisci, svedoci, pojave (Deszyfrowanie Przeszłości. Świadkowie, pisarze, fenomeny) Čigoja štampa, Belgrad.
- 2018: Zlatna nit postojanja, Catena Mundi, Belgrad.